# Maskenspiel

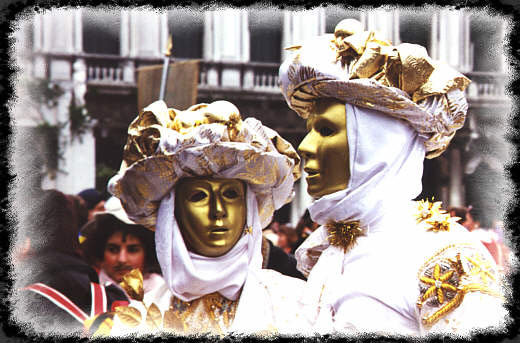
Goldmasken beim Karneval in Venedig (1995)

Maskenspiele waren im Europa der Renaissance und vor allem in der italienischen Frührenaissance eine Form der theatralischen wie auch zunächst volkstümlichen Unterhaltung.

## Geschichte

### Langobardische Tradition
Die Charaktermaske entwickelte sich bei den Langobarden um Venedig aus einem Totenkult, der die Maske (bemalt und unbemalt) als Teil der Körperbandage mit kaschiertem Leinengewebe zum Repräsentationsspiel als Abbild des Toten einsetzte.
Bald entstand daraus wohl auch ein eher lustiges Volksstück, das den Toten in frei erfundenen oder nachgespielten Situationen wiederverkörperte. Das bleiche Tuchgesicht des Toten wurde Vorbild für den Arlecchino und vor allem die späteren Weißnarren. Die Geister der Verstorbenen (Lares – Larve) konnten offensichtlich auch bei den Römern so wie in anderen Kulturkreisen (zum Beispiel Mexiko) an bestimmten Feier- und auch persönlichen Gedenktagen zu Rate gezogen werden und wurden nicht vergessen.

### Römische Tradition
Neben dieser eher barbarisch langobardischen Tradition spielen auch die Aktivitäten der römischen Saturnalien mit in die frühen Maskenspiele hinein. Dort und nur an diesem Tag war es den Armen und den Sklaven erlaubt, in die Rolle ihrer Herrn zu schlüpfen, endlich einmal schlemmerisch zu speisen, sich von den Herren bedienen zu lassen und diese in lustigem Spiel nachzuäffen (verkehrte Welt) und evtl. natürlich auch nach Herzenslust die Meinung zu sagen.

### Barock und Rokoko
Ein Konglomerat dieser Bräuche hielt sich wohl über das Mittelalter im Maskenspiel der Volksschausteller. Erste Formen eines auch lustigen Totentanzes als Vorform vom Bad Mittendorfer Armenspiel und Salzburger Jedermann stammen schon aus dieser Zeit.

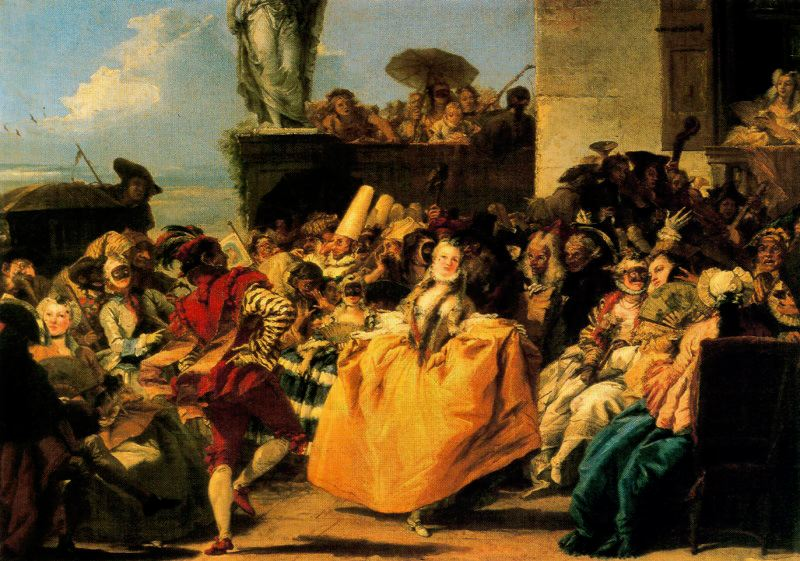
Tiepolo: Karneval in Venedig, um 1760

Gerade in der Spätrenaissance, im Barock und Rokoko fanden bei burleskem Spiel auch die Herren wieder Gefallen an dieser verkehrten Welt, den tölpelhaften Streichen der maskierten Schausteller in der Commedia dell’arte. Höfische Maskenspiele, eine Mischung aus Kostümball und Theaterstück, sowie die Masques sind Vorformen der Oper. Das einfache Volkstheater wanderte mit den Schaustellern, verstärkt durch anderes „Gesindel“, auf der Walz von Dorffest zu Dorffest und verdiente sich in den Wirtsstuben und vor den Gutshöfen eher bettelnd als über festen Eintritt sein Einkommen (winterliche Heischebräuche). Die ursprünglich aus Stoff gefertigten Larven haben sich vor allem in Bergamo im Laienspiel noch so erhalten. Leder, wie bei den Masken der Commedia dell’arte, gab es eher im höfischen Theater südlich der Alpen. In den Alpentälern, über das Ladinische, bis ins Inntal und die Schweiz setzten sich grob behauene Holzlarven durch. Lediglich einige wenige Kirchenmaler und Restauratoren aus Venedig und Norditalien machten die holzgeschnitzten Masken zu feingesichtigen und dünnwandigen Barockkunstwerken.

## Maskenlauf
Aus den ursprünglich kultischen Fruchtbarkeitsläufen der dionysischen Mysterien entwickelten sich in Italien prachtvolle Umzüge mit prunkvoll maskierten und kostümierten Gestalten und fantasiereiche Maskenspiele. Ebenso wie beim Krampuslauf, der sich ja aus dem thrakischen Mithraskult entwickelt hat, sorgten die römischen Soldaten auch über das gesamte Alpengebiet bis zur Donau für eine schnelle Verbreitung dieser Erlösungs- und Fruchtbarkeitskulte. Erst als Konstantin, der die Gefahr einer Revolte unter den Soldaten aufgeputscht durch die Heerführer (teilweise auch Oberhäupter des Kultwesens) befürchtete und deshalb das Christentum als harmlosere Variante zur Staatsreligion erklärte, wurden Heiligtümer beider Religionen mit Kirchen überbaut, die Heilsfiguren ausgetauscht (Mithras-Apoll-Sol Invictus-Christus) und die kultischen Sonnwendtage mit christlichen Namens- und Geburtstagen überlagert. Der Stiergott (Krampus), der ziegenbeinige Pan, der trunkene Dionysos durften an anderen Tagen im Narrenschiff (dem Sonnenwagen einer verkehrten Welt) vor der Fastenzeit noch ein wenig für Unruhe sorgen oder sollten in Erinnerung längst vergessener Kulte durch die Felder laufend Tier, Mensch und Natur Fruchtbarkeit und Heil bringen. Berühmt ist aber bis heute auch der historische Maskenzug beim Karneval in Venedig, der auf dem Markusplatz endet. Aus den Maskenzügen entstand die sakrale Prozession und in Frankreich und England entfaltete sich die Masque.